# سردر عالی‌قاپو
سردر عالی قاپو یکی از آثار تاریخی و گردشگری در شهر قزوین است که در ابتدای خیابان سپه – نخستین خیابان ساخته شده در ایران – قرار دارد. این بنا سردر یکی از هفت در ورودی به ارگ سلطنتی صفویان بوده است؛ و در اصلی جنوبی است که به خیابان و میدان شاه باز می‌شده و تنها در از این مجموعه است که اکنون به یادگار مانده است.

## تاریخچه ساخت

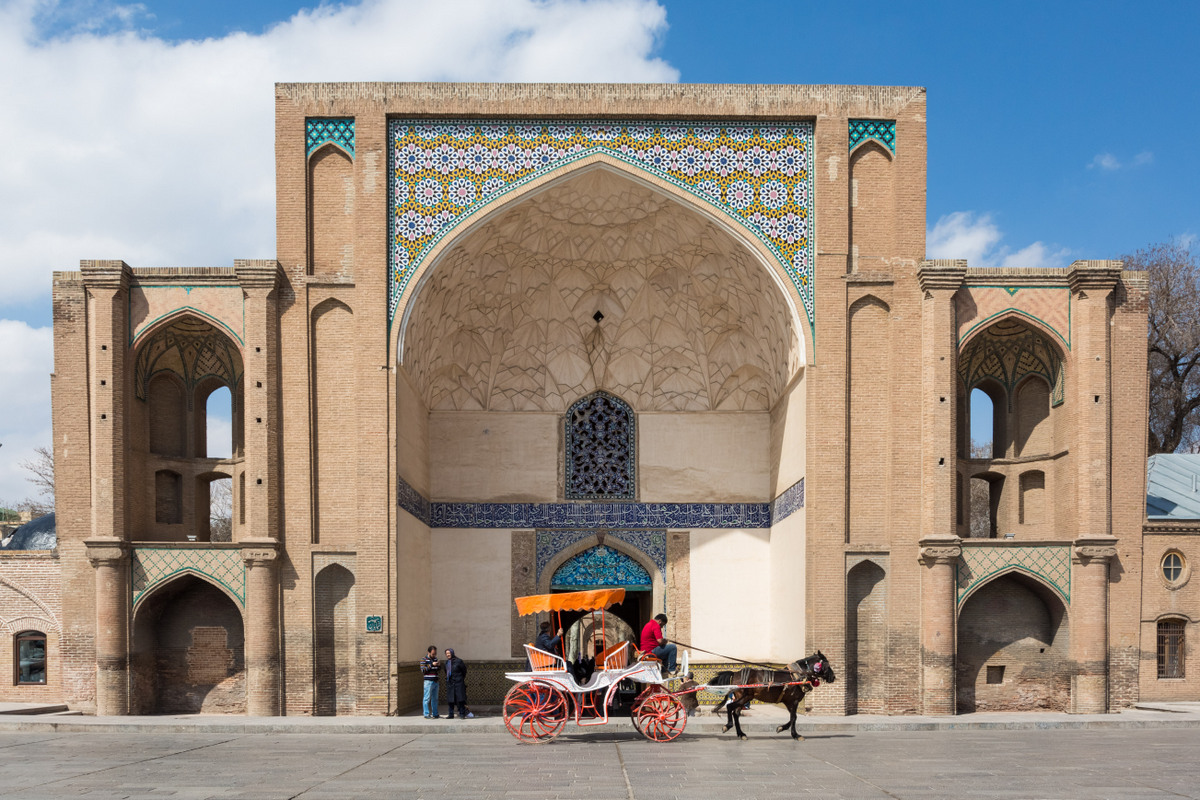
تاریخچه ساخت سردر عالی‌قاپو

این بنا نخست در دوره شاه طهماسب ساخته شده و در زمان شاه عباس اول به‌صورت کنونی تغییر شکل یافته است. در دوران ناصر الدین شاه نیز، تعمیرات و اضافاتی صورت گرفت و در دوران پهلوی اول به علت اقامت پلیس در آنجا ابتدا نام «نظمیه» و سپس «شهربانی» در ترنج بالای سردر به خط عبدالعلی پزشکیان، معلم خط قزوینی، گچبری گردید و در زمان پهلوی دوم قسمت اضافی بالای سردر را در زمان پهلوی دوم حذف نمودند. بر پیشانی این سردر رفیع که ۱۷ متر ارتفاع دارد، کتیبه‌ای با کاشی معرق به خط ثلث از علی‌رضا عباسی - خوشنویس معروف عهد صفوی - جلوه‌گر است. بر فراز این کتیبه، پنجره مشبک بزرگی از کاشی قرار گرفته است. بیش از دو گوشوار بلند در طرفین سردر که بر بالای طاق‌نمایی واقع شده که بنا را به ساختمان‌های هم جوار پیوند می‌داده است.

## توصیف بنا

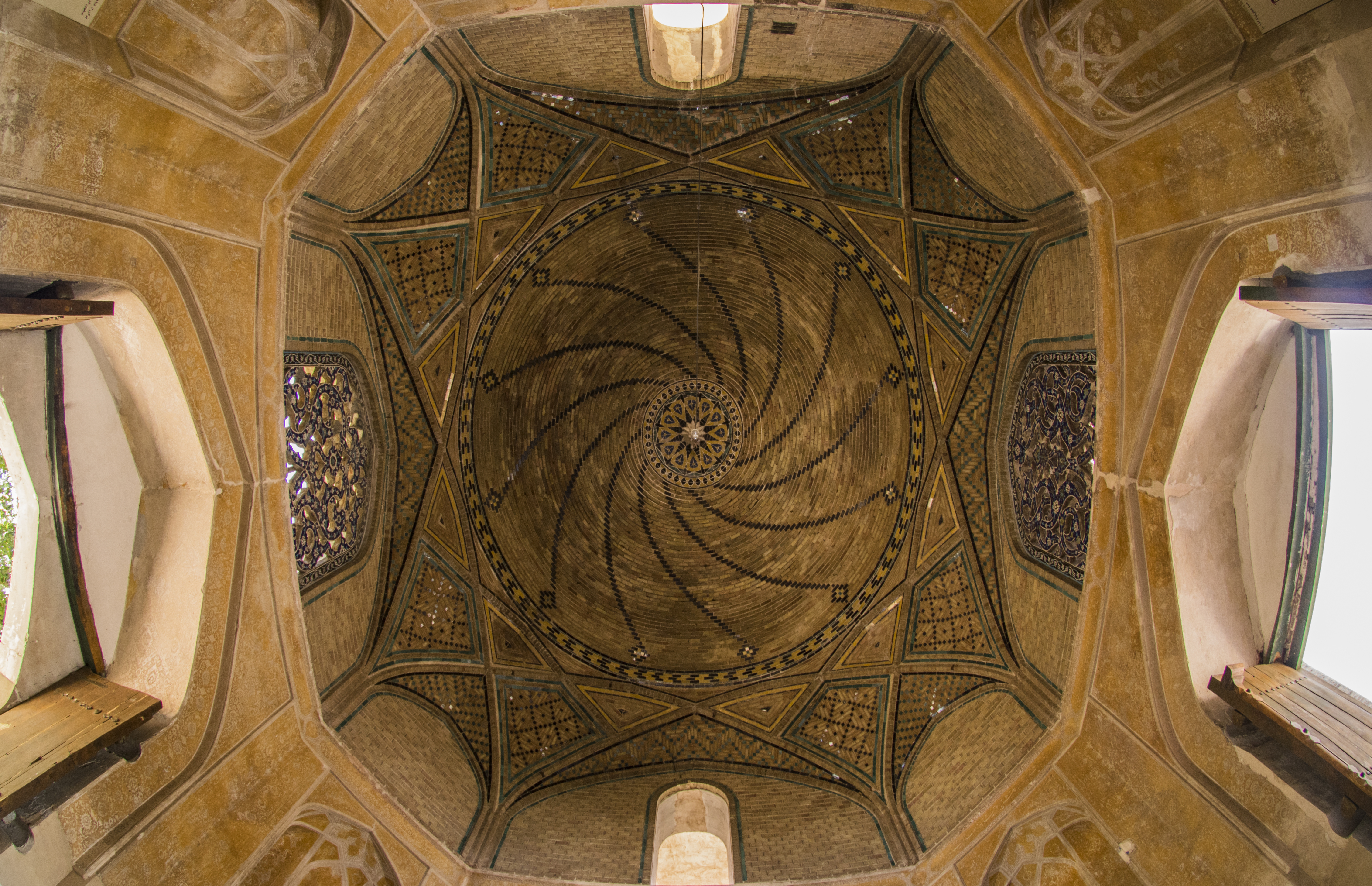
نمای داخلی سر درب عالی قاپو

این سردر، ورودی اصلی به دولتخانه دوران صفویه بود. بنای سر در شامل ایوان رفیع ورودی با قوس تیزه‌دار و سه ریف طاق‌نما در طرفین آن است. گوشواره‌هایی با ستون‌نماهای آجری در دو طبقه، نمای سردر را تکمیل می‌کنند. هشتی متصل به ایوان ورودی به شکل هشت ضلعی است و در طرفین محور ورودی آن اتاق‌های نگهبانی قرار دارد. در این هشتی پلکان‌هایی دیده می‌شود که به طبقه بالا - جایگاه نقاره‌زنان - راه می‌یابند. کتیبه و شباک کاشی، تنها تزیینات باقی‌مانده در ایوان ورودی است.
در طرف شرقی این سردر که پیش از مشروطیت رختشویخانه بود، مدرسه‌ای به نام امید در سال ۱۳۲۰ قمری احداث شد که از اولین مدارس نوین ایران می‌باشد.
شاردن سیاح فرانسوی به کتیبه دیگری در این سردر که مضمون آن بیت معروف زیر است و در حال حاضر وجود ندارد اشاره می‌کند:
گشاده باد به دولت همیشه این درگاه به حق اشهد ان لا اله الا الله

## مرمت بنا
سردر عالی قاپو قبل از انقلاب، جایگاه شهربانی و سپس در اختیار نیروی انتظامی بود، اکنون در اختیار میراث فرهنگی قرار گرفته و به منظور احیای دولتخانه صفوی در در حال مرمت می‌باشد. مرمت بنا در خرداد ۹۱ آغاز گردید و مرمت بخش‌های آسیب‌دیده کف فرش هشتی، رنگ برداری و رنگ‌آمیزی درب‌های ورودی، مرمت آجرهای فرسوده و شکسته، بندکشی توخالی هشتی و تهیه و نصب درب‌های چوبی بخش داخلی بخشی از عملیات مرمتی بوده است.